# 岩佐銈

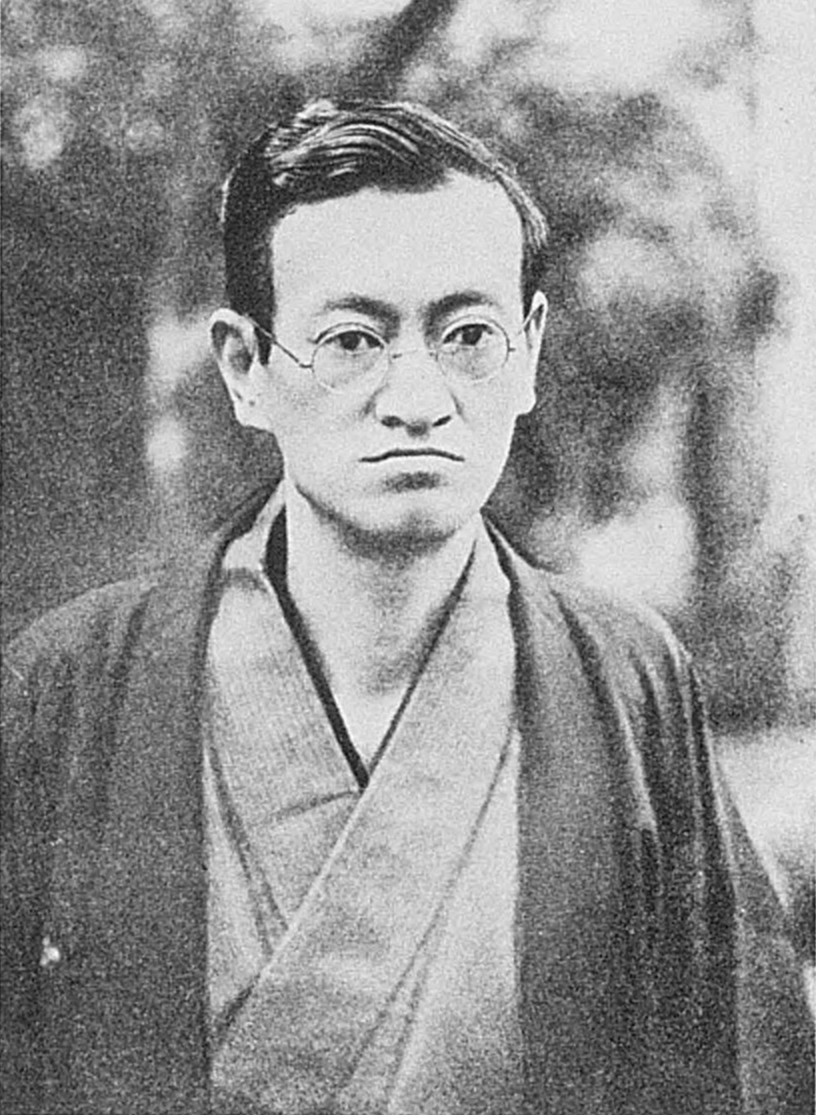
岩佐銈

岩佐 銈（いわさ けい、1878年〈明治11年〉 - 1938年〈昭和13年〉11月1日）は、囲碁の棋士。東京出身。方円社6代目社長として日本棋院設立を遂行。追贈八段。

## 経歴

### 方円社時代
岩佐敬重の五男として生まれる。幼時から碁に親しみ、1895年（明治28年）方円社に入社、1897年（明治30年）初段、1901年（明治34年）四段。1903年（明治36年）、長野敬次郎と十番碁。1904年（明治37年）五段。1909年（明治42年）、石井千治、野沢竹朝とともに囲碁同志会を結成、1912年（大正元年）石井の方円社社長就任とともに方円社復帰。1913年（大正2年）六段、翌年の昇段披露会には200余名が出席した。新聞碁の勝ち抜き戦では、「万朝報」で1回、「時事新報」で2回の5人抜きを達成。1920年（大正9年）、中外商業新報の坊社両派の混合敗退戦第1局で、坊門の井上孝平と対局。

### 日本棋院設立
1922年(大正11年)の裨聖会設立の声明に名を連ねたが、参加せず。しかし方円社は雁金準一、瀬越憲作、鈴木為次郎の裨聖会参加で主力棋士を欠いた上に、社長広瀬平治郎も前年から病床にあり、1923年（大正12年）1月、岩佐は方円社副社長格として加藤信とともに、本因坊秀哉ら坊門と合同して中央棋院を設立。しかし資金面で対立し、4月に方円社棋士は分裂して方円社に戻る。同年9月の関東大震災で、当時丸ビルにあった方円社を、四谷の岩佐宅に移した。
1924年（大正13年）1月、広瀬に代わって方円社6代目社長に就任。この頃、秀哉を中心とした中央棋院、裨聖会、方円社の三派ともに経営は苦しく、その上での震災により再度碁会合同の機運が強まり、秀哉、裨聖会雁金、大倉喜七郎らとともに碁会大合同を策し、5月には方円社を解散、7月に日本棋院設立を遂げる。
日本棋院では審査員役に就き、また第1回の大手合では秀哉と対局し、二子で中押勝。1926年（大正15年）、鈴木為次郎、瀬越憲作とともに、推挙されて七段昇段。大手合が1927年（昭和2年）からの春秋二期制となると、秀哉、中川亀三郎八段らとともに審判役となる。1938年（昭和13年）没。1942年（昭和17年）追贈八段。
門下に藤田豊次郎、光原伊太郎、藤村芳勝、福田義虎など。本因坊道策に傾倒し、道策の棋譜はすべて並べられるほどだったという。

## 著書
- 『置碁石立軌範』大野万歳館 1911年（中川亀三郎と共著）
- 『布石通解』碁界新報社 1911年
- 『布石精要』須原書店 1911年
- 『互先石立軌範』大野万歳館 1913年（中川亀三郎と共著）
- 『戦争要義』碁界新報社 1914年
- 『置碁石立図解』文進堂 1920年（胡桃正見と共著）
- 『囲碁定石通解』文進堂 1921年（胡桃正見と共著）
- 『布石詳解』日本棋院 1927年（瀬越憲作と共著）
- 『置き碁必勝法』誠文堂 1934年